# بتدین اللقش
بتدین اللقش (به عربی: بتدين اللقش) یک منطقهٔ مسکونی در لبنان است که در شهرستان جزین واقع شده‌است.
 بتدین اللقش ۳٫۲ کیلومتر مربع مساحت دارد  ۸۳۰ متر بالاتر از سطح دریا واقع شده‌است.